# Каршиев, Кучкар
Кучкар Каршиев (1923—1945) — старший сержант Рабоче-крестьянской Красной Армии, участник Великой Отечественной войны, Герой Советского Союза (1945).

## Биография
Кучкар Каршиев родился в 1923 году в кишлаке Танги-Тепа (ныне — Иштыханский район Самаркандской области Узбекистана). Рос в школе-интернате. Работал трактористом в колхозе. В 1942 году Каршиев был призван на службу в Рабоче-крестьянскую Красную Армию. К январю 1945 года старший сержант Кучкар Каршиев командовал орудием 407-го отдельного истребительно-противотанкового дивизиона 78-й стрелковой дивизии (35-го гвардейского стрелкового корпуса, 27-й армии, 2-го Украинского фронта). Отличился во время освобождения Украинской ССР и Венгрии.
Во время одного из боёв, когда вышел из строя весь расчёт Каршиева, он продолжал в одиночку вести огонь, подбив несколько танков и бронемашин противника. Во время боёв за город Солотвино расчёт Каршиева уничтожил 1 танк, 1 бронетранспортёр и более 10 немецких солдат и офицеров. Неоднократно отличался Каршиев и в боях на подступах к Будапешту и в самом городе. 5 февраля 1945 года он погиб в бою. Похоронен в Будапеште.

## Награды
Указом Президиума Верховного Совета СССР от 29 июня 1945 года за «образцовое выполнение боевых заданий командования на фронте борьбы с немецкими захватчиками и проявленные при этом мужество и героизм» старший сержант Кучкар Каршиев посмертно был удостоен высокого звания Героя Советского Союза. Также был награждён орденами Ленина, Отечественной войны 1-й степени и Красной Звезды.

## Память
В честь Каршиева установлено два бюста в Иштыханском районе, названа школа и буксир речного флота.